# Jaime Uriach
Juan Uriach Lafita es un exfutbolista español nacido el 1 de marzo de 1904 que jugó de portero. Integrante de la plantilla del Fútbol Club Barcelona que ganó la primera liga española, disputó 14 partidos en tres temporadas. Su debut se produjo en un partido disputado el 24 de marzo de 1929 frente al C. D. Europa (F. C. Barcelona 5 - C.D. Europa 2).

## Equipos
| Club                  | País   | Año       |
| --------------------- | ------ | --------- |
| Lleida Fútbol Club    | España | 1924-1927 |
| Cataluña Fútbol Club  | España | 1927-1928 |
| Fútbol Club Barcelona | España | 1928-1931 |
| Futbol Club Martinenc | España | 1931-1932 |

## Palmarés
| Título | Club                  | Año  |
| ------ | --------------------- | ---- |
| Liga   | Fútbol Club Barcelona | 1929 |